# Google Chrome
Google Chrome (česká výslovnost [gůgl chróm], anglická [gugl kroum]) je víceplatformní webový prohlížeč vyvíjený společností Google. Poprvé byl vydán roku 2008 pro operační systém Microsoft Windows a později byl přenesen na systémy Linux, MacOS, iOS a Android; prohlížeč je také hlavní součástí operačního systému Chrome OS, kde slouží jako platforma pro webové aplikace.
Většina zdrojového kódu Chrome pochází ze svobodného a otevřeného  projektu Google Chromium, ale samotný Chrome je šířen jako sice bezplatný, ale uzavřený freeware. Původním vykreslovacím jádrem prohlížeče byl WebKit, ale Google z něj nakonec vytvořil alternativní verzi (fork) nazvanou Blink; všechny varianty prohlížeče Chrome kromě pro systém iOS nyní používají jádro Blink.

K dubnu 2020 analytik webu StatCounter odhadoval, že Chrome má 68 % celosvětového podílu webových prohlížečů (po špičce 72 %) na tradičních stolních počítačích a 64 % napříč všemi platformami. Díky tomuto úspěchu rozšířila společnost Google značku „Chrome“ na další produkty: operační systém Chrome OS, Chromecast, Chromebook, Chromebit, Chromebox, a Chromebase.

## Historie
Bývalý šéf Googlu Eric Schmidt odmítal plány na vytvoření vlastního prohlížeče, nicméně v roce 2004 se už spekulovalo o tom, že Google „něco vlastního“ chystá. Na prohlížeči se pracovalo od roku 2006, kdy Google zaměstnal vývojáře Firefoxu Bena Goodgera a Darina Fishera. Vývojáři prohlížeč poskládali z různých projektů otevřeného software, kromě WebKitu to byly např. Netscape Portable Runtime, Network Security Services, NPAPI, Skia Graphics Engine a SQLite.
První oficiální beta verze pro systém Microsoft Windows vyšla 20. září 2008 a to ve 43 jazycích včetně češtiny.
- Chrome 1 první stabilní verze byla vydána 11. prosince 2008. Ještě v témže měsíci se Google Chrome dostal na páté místo v užívání, po Internet Exploreru, Mozille Firefox, Opera a Safari.[8]
- Chrome 2 přibyla funkce celoobrazovkového módu, automatické vyplňování údajů ve formulářích, zrychlení JavaScriptu o 30 %, oproti verzi 1.
- Chrome 3 podpora skinů (změna vzhledu prohlížeče).
- Chrome 4 přidává funkce automatického překladu cizích stránek a synchronizace záložek. V testu Acid3 Google Chrome 4 dosáhl hodnocení 100/100, čímž se vyrovnal např. prohlížeči Opera. Mezi další novinky patří implementace nových funkcí HTML 5 a podporu doplňků, obdobných jaké jsou známy např. z prohlížeče Mozilla Firefox.
- Chrome 5 synchronizace nastavení a témat, podpora geolokace, rozšíření i v anonymním režimu, manuální překlad stránek, možnost zakazovat jednotlivé pluginy. Prohlížeč si pamatuje zvolené zvětšení zobrazení pro každou doménu, umí odstraňovat jednotlivé položky historie, obsahuje nový správce oblíbených položek a má nově integrovaný modul Adobe Flash.
- Chrome 6 přepracované grafické prostředí, podpora formátu WebM, integrace modulu PDF, skrytí řetězce http:// v adresním řádku.
- Chrome 7 cloudový tisk.
- Chrome 9 podpora 3D grafiky (WebGL), dynamické vyhledávání.
- Chrome 10 oddělení grafických procesů (sandbox [ˈsændˌboks]), rozhraní pro přihlášení ke Google Cloud Print.
- Chrome 12 akcelerace vykreslování 3D efektů CSS.
- Chrome 13 funkce Instant Pages (inteligentní vyhledávání na webu).
- Chrome 15 vylepšena „nová karta“.
- Chrome 17 podpora skriptovacího enginu Java V8. Nová funkce ochrana proti phishingu a malwaru.
- Chrome 19 možnost synchronizace otevřených karet, vylepšení designu stránky Nastavení.
- Chrome 21 podpora vysokého rozlišení obrazovky, getUserMedia API (komunikaci v prohlížeči přes internet bez použití pluginu), podpora Metro stylu.
- Chrome 23 podpora Do Not Track, hardwarová akcelerace videa, správa oprávnění pro jednotlivé webové stránky.
- Chrome 24 podpora MathML.
- Chrome 25 podpora rozpoznání řeči, deaktivace podpory tiché instalace rozšíření.
- Chrome 26 vylepšené možnosti nastavení kontroly pravopisu, možnost vytvoření zástupců pro více uživatelů.
- Chrome 28 přechod z vykreslujícího jádra WebKit na Blink.
- Chrome 29 přidáno resetovací tlačítko v nastavení, vylepšený omnibox.
- Chrome 30 vyhledávání pomocí obrázků.
- Chrome 32 dostala novinku v podobě indikace přehrávání v panelu, zobrazení stavové ikony spuštěné webkamery a aktivního přenosu do Chromecastu a tedy vzdáleného displeje. Plus na Windows 8 možná změna grafického prostředí prohlížeče na design systému Chrome OS a v neposlední řadě byly zavedeny lokální účty (není nutno zadávat heslo při přihlášení k Gmailu).
- Chrome 34 upraven vhled režimu pro rozhraní Windows 8, plus podpora atributu srcset (nyní lze uživatelům doručovat různé velikosti obrázků, v závislosti na typu zařízení a rozlišení displeje).
- Chrome 36 získala novou podobu designu v režimu inkognito, vylepšený systém notifikací, doplnění informací k obnově po pádu a v neposlední řadě i spouštěč Chrome aplikací pro Linux.
- Chrome 37 přinesl funkci DirectWrite pro lepší vykreslování fontů a 64bitovou podporu pro Windows. (Pozor – od této verze již není k dispozici experimentální funkce „Karty ve štosu“, pro lepší práci s více otevřenými kartami, tato funkce je nyní podporována jen na mobilních zařízeních).
- Chrome 39 pak získal (mimo vylepšení stability a výkonu pod kapotou) rozšířeni apps/API i 64bitovou podporu pro Mac.
- Chrome 40 měl implicitně zakázanou podporu protokolu SSLv3. Vylepšen byl info dialog pro Chrome aplikace (jak pro Windows, tak pro Linux).
- Chrome 69 přinesl vzhled Material design refresh a vyvolání nabídky pro vygerování hesla kdykoliv prohlížeč detekuje stránku s vytvářením nového účtu.[9]

## Funkce

### Zabezpečení
Chrome pravidelně načítá aktualizace ze dvou černých listin (jednu pro phishing a jednu pro malware) a varuje uživatele, když se pokoušejí navštívit škodlivou stránku. Služba je k dispozici všem vývojářům pomocí veřejného rozhraní Google Safe Browsing API. Při zařazení na černou listinu kontaktuje Google majitele webových stránek, protože ti o existenci malware nemusejí vědět.
Chrome obvykle vytvoří pro každou záložku samostatný proces, čímž efektivně od sebe jednotlivé panely izoluje a může též zabránit malwaru, aby se do systému nainstaloval, ale celý model alokace procesů je složitější. V návaznosti na princip nejnižších privilegií je každý proces zbaven maxima ze svých oprávnění. Může využívat procesor pro výpočty, ale nemůže zapisovat nebo číst soubory z citlivých oblastí (např. dokumenty, plocha) – jde o obdobu „Chráněného režimu“ v prohlížeči Internet Explorer v systému Windows Vista a Windows 7. Sandbox Team, který tuto vlastnost naprogramoval, vytvořil pomocí specifických funkcí systému obdobu vězení, ze kterého se izolovaný proces nedostane. Škodlivý software běžící v jednom panelu pak není schopen zjistit čísla kreditních karet vložených v jiném panelu, komunikovat se vstupy myši, zajistit spuštění programu při startu systému a bude ukončen po zavření panelu. Tato vlastnost vytváří uvnitř systému víceúrovňový bezpečnostní model se dvěma úrovněmi: uživatel a sandbox. Sandbox může reagovat jen na výzvy uživatele. V Linuxu je pro sandboxing používán seccomp režim.
Pluginy, jako je Adobe Flash Player, nejsou typicky standardizovány a nemohou být umístěny do sandboxu podobně jako panely. Často musí běžet na úrovni nebo dokonce nad úrovní zabezpečení samotného prohlížeče. Pro snížení možnosti úspěchu útoku skrze plugin jsou pluginy spouštěny v oddělených procesech, které komunikují s renderovacím jádrem a to pak běží s velmi malými oprávněními ve vlastním procesu pro každý panel zvlášť. Pluginy budou muset být upraveny pro provoz v rámci této softwarové architektury v návaznosti na výše zmíněný princip nejnižších oprávnění.
Funkce soukromého prohlížení s názvem „anonymní režim“ brání prohlížeči v ukládání jakékoliv informace o historii a cookies z navštívených internetových stránek. Anonymní režim je podobný soukromému procházení v aplikaci Internet Explorer, Mozilla Firefox, Opera či Safari.
Dne 7. srpna 2019 bylo do kódu prohlížeče přidáno varování, které se zobrazilo při nastavení proměnné prostředí SSLKEYLOGFILE, což umožnilo únik privátních klíčů pro šifrování protokolu https. Nebylo ale očekáváno, že se toto varování dostane do stabilní verze prohlížeče, protože tuto techniku používají antiviry a hrozilo by, že tyto by pak musely používat jiné, méně stabilní, přístupy.

### Blokování malware
Statistiky ukazují, že uživatelé mají čtyřikrát větší pravděpodobnost, že budou podvedeni ke stažení malware, než že budou ohroženi jeho použitím. V nedávné studii, Chrome 10 blokoval pouze 13 % nebezpečných adres a je na třetím místě se Safari a Firefoxem. Naopak Internet Explorer 9 blokoval 92 % malwaru s filtrováním adres a 100 % s filtrováním adres. Internet Explorer 8, na druhém místě zablokoval 90 % malwaru. Malware, který se instaluje bez vědomí uživatele, nebyl ve studii zahrnut.
Od verze Chrome 17 prohlížeč nabízel vlastní funkci ochranu proti phishingu a malwaru. V testu NNS labs z března 2014 skončil celkově Chrome třetí (70,7 %), jako druhý se umístil čínský Liebao (Cheetah) (85,1 %) a na prvním místě skončil IE (99,9 %).

### Pluginy
Dne 30. března 2010 Google oznámil, že nejnovější vývojová verze Chrome zahrnuje Adobe Flash plugin jako součást prohlížeče, takže není nutno stahovat a instalovat ho samostatně; Flash bude aktualizován jako součást vlastní aktualizace Chrome. Podpora Javy je k dispozici v Chrome s Java 6 Update 12 a výše. Podpora Javy pod macOS byla poskytována updatem Javy vydaným 18. května 2010.
Zpočátku Chrome podporoval všechny pluginy NPAPI, od verze 35, kdy jejich podporu ukončil, nadále podporuje jen Pepper Plugin API (PPAPI). Pluginy NPAPI však v prohlížeči, pokud to umožňuje výrobce, nadále fungují např. Java, ale nepodporuje vkládání ovládacích prvků ActiveX.

### Motivy
Od Google Chrome 3.0 mohou uživatelé instalovat motivy pro změnu vzhledu prohlížeče. Mnoho volných motivů třetích stran je k dispozici v online galerii Chrome Web Store.

### Rozšíření
Od verze Chrome 4 jsou oficiálně k dispozici i rozšíření prohlížeče. Jedná se vlastně o prográmky, které rozšiřují možnosti prohlížeče. Jde např. o různá tlačítka pro nastavení, programy na blokování reklam a flashe, RSS čtečky, předpovědi počasí, VPN, zálohy stránek nebo hry. Existují i rozšíření pro správu karet a uvolnění operační paměti, které snižují náročnost na operační paměť, za kterou je Google Chrome dlouhodobě kritizovaný.
Zpočátku šlo tyto programy instalovat i z jiných zdrojů, dnes hlavně kvůli bezpečnosti (od 27. května 2014 pro uživatele Windows), lze stahovat tyto programy jen z oficiálního Internetového obchodu Chrome.

### Experimentální funkce
Jde o takové skryté nastavení prohlížeče. Lze jimi povolit či zakázat např. 3D akceleraci, úpravu dotyku, ukládání stránek ve formátu MHTML atd. Tyto funkce jsou občas nestabilní a mohou zapříčinit pád prohlížeče či vymazání údajů, proto se doporučuje jejich použití jen zkušeným uživatelům.
Lze je nalézt po zadání chrome://flags do adresového řádku prohlížeče.

### Automatický překlad stránek
Počínaje verzí Google Chrome 4.1 je přidán v panelu vestavěný překladač od společnosti Google. Překlad je v současné době k dispozici pro 52 jazyků.

### Zástupci aplikací a webů
Chrome umožňuje vytvořit si pro své oblíbené weby či aplikace zástupce přímo na ploše, v nabídce start či v panelu snadné spuštění. Po následném kliknutí na ikonku se načte samostatné okno Chrome, bez karet, tlačítek, adresního řádku nebo nabídek. Samotné základní menu lze pak vyvolat kliknutím na ikonku Chrome v záhlaví rámce stránky.

### Do Not Track
Tato funkce říká webům, aby nesledovali a nesbírali o uživatelích informace např. k posílání cílené reklamy do prohlížeče, či poskytování údajů třetím stranám. Bohužel v současné době (rok 2014) Do Not Track většina webů ignoruje.
Chrome tuto funkci obsahuje od verze 23.

### Správce úloh
Jedná se o monitor všech aktivních procesů prohlížeče. Udává údaje o stránkách, rozšířeních, pluginech, jejich obsazení v paměti, zatížení cpu, gpu atd. Pomocí správce je možno zamrzlé procesy či ty co spotřebovávají moc paměti i ukončit.
Lze najít v Menu, další nástroje nebo lze vyvolat pomocí kláves ⇧ Shift+Esc.

### Správa barev
Chrome podporuje správu barev podle specifikací ICC v2 na všech platformách od verze 22. Na macOSu i verzi ICC v4.

### Synchronizace
Prohlížeč umožňuje synchronizovat uživatelům své záložky, nastavení a historie ve všech zařízeních a systémech, prostřednictvím účtu !!!Google.Je tam chyba  již nejde synchronizace na internetu je spousty dotazů na toto téma a nikdo si s tím neví rady na podpoře mlčí !!!!!

### Centrum nápovědy
Prohlížeč nemá k dispozici klasickou offline nápovědu, známou z jiných programů, ale tzv. on-line nápovědu. To mimo jiné znamená, že jí lze spustit, až když je uživatel připojen k síti; tento jistý handicap vynahrazuje bohatou databází nápověd, rad a řešení problémů. 

### Kanály a aktualizace vydávání
Chrome využívá pro své vydávaní od roku 2009 tři kanály relací, dev, beta a stable. Jak už názvy napovídají, dev kanál je pro relace ryze experimentální a nové, mnoho funkcí je následně testováno a jen hrstka se dostává do stavu, že je následně uznáno jako funkční a praktické. Následně se tyto funkce dostávají i do beta relace, která je podrobena širokému testování a následně, pokud se projeví jako stabilní, jsou překlopeny do stable verze prohlížeče.
Rychlost celého procesu je proměnlivá, ale v kostce lze říci, že se od roku 2010 dev verze objevují zhruba jednou až dvakrát týdně, zatímco beta a stable verze v průměru jednou za 6 týdnů. Samozřejmě beta verze je oproti stable asi o měsíc posunutá.
Mimo těchto kanálů je tu ještě canary; jedná se o tzn. noční vydání, je aktuálnější než verze dev, může být nainstalována souběžně s verzí stable, ale na druhou stranu nemůže být výchozím prohlížečem. Samozřejmostí pak jsou občasné chyby a zamrzání, to ale to k vývojové verzi tak nějak patří. Aktualizuje se většinou každou noc.

### Automatické aktualizace
Chrome obsahuje funkci automatické aktualizace prohlížeče; to mimo jiné znamená, že pokud program zjisti novou verzi je ihned stažena a po restartu ihned funkční. Tato funkce má zajistit, že jste neustále chráněni nejnovějšími aktualizacemi zabezpečení. Vše se děje na pozadí a uživatel není tímto procesem nějak rušen. Aktualizaci lze zkontrolovat i ručně, stačí v hlavním Menu vybrat možnost O aplikaci Google Chrome.

### Chrome Web Store
Prohlížeč Chrome od své 9. verze může využívat i Internetový obchod Chrome, odkud lze zdarma i za peníze stáhnout nové motivy vzhledu, rozšíření, nebo například i hry.

## Chrome pro firemní použití
První verze byla uvolněna v prosinci 2010, ale teprve od verze 24 je Chrome skutečně připraven k plnohodnotnému využívání ve firemní sféře. K dispozici jsou instalační balíčky MSI jak pro 32 tak i 64bitovou verzi systému Windows (pro ostatní systémy se instaluje klasická instalace Chrome). Z větší části než u prohlížeče pro normální uživatelé se zde využívají cloudové služby a správy více než 100 zásad zabezpečení a různých nastavení skupin.

## Chrome pro mobilní operační systém Android
V únoru 2012 vyšla první verze pro mobilní systém Android. Byla založená na desktop verzi Chrome 16; obsahovala podporu Google účtů, synchronizaci, anonymní režim či předvyplněné heslo do služeb, jako je YouTube, Mail a Analytics.
- Chrome 18 první stabilní verze byla vydána 27. června 2012, je určena pro Android 4.0 a novější, obsahuje již i češtinu. Následně v září přichází i podpora pro mobilní platformu Intel x86 a v listopadu podpora pro Nexus 4 a Nexus 10.
- Chrome 25 vylepšení výkonu JavaScriptu, HTML 5 a audia, nový V8 JavaScript engine, oprava zoomu, dále rolování stránek a zlepšení jasnosti písma.
- Chrome 26 update auto vyplňování, synchronizace hesel, oprava načítání prázdné stránky.
- Chrome 27 jednodušší hledání z omniboxu, vylepšení full screen, podpora certifikátu na straně klienta, přidána karta historie pro tablety.
- Chrome 28 podpora automatického překladu, full screen pro tablety, nové uživatelské rozhraní pro jazyky atd.
- Chrome 29 přidána podpora těchto rozhraní: WebRTC API, WebAudio API, vizuální indikace při listování v horní nebo dolní části stránky a nový dialog pro výběr barvy uživatelské rozhraní pro webové formuláře. Oprava chybných znaků na japonských stránkách, špatného výběru písma v některých android zařízeních a havárie WebAudia na WWW.
- Chrome 30 aktualizace nových gest, rychlejší vyhledávání z přechodu vyhledávání Chrome app, zlepšení synchronizace hesel, vyhledávání obrázků na dlouhý stisk. Oprava pádu při změně letního času.
- Chrome 31 přidána podpora tisku přímo z prohlížeče (v Android Kitkat), vylepšené automatické vyplňování.
- Chrome 32 snadnější přidání zástupce webové stránky na domovskou obrazovku, snížení objemu dat v prohlížeči až o 50 %.
- Chrome 33 obsahuje vylepšenou nápovědu, zpětnou vazbu UI, podporu pro tag <datalist> a opravu chyb paměti v javascriptu V8, GPU bufferu.
- Chrome 34 oprava crash chyb, optimalizace výkonu baterie. Obsahuje upravený a optimalizovaný posuvník pro Metro styl a Desktop.
- Chrome 35 přidána podpora Fullscreen videa s titulky a ovládacími prvky HTML 5, vracena funkce Tab Close.
- Chrome 36 vylepšené vykreslování textu na stránkách neoptimalizovaných pro mobilní zařízení.
- Chrome 37 vylepšení vzhledu prohlížeče a přihlašování do Chrome.
- Chrome 38 podpora stavu baterie a orientace obrazovky API, plus další úprava vzhledu prohlížeče.
- Chrome 39 oprava mnoha chyb a výkonové optimalizace, experimentální režim Reader Mode (zapíná se přes chrome://flags) – v této verzi nedostupný pro tablety.
- Chrome 40 vylepšená schopnost informace o stránce (page info).

## Chrome pro mobilní operační systémy iOS
V červnu 2012 – byla vydána první stabilní verze Google Chrome 19.0.1084.60 pro iOS 4.3 a novější, založená na desktop verzi 19.0.1084.52.
- Chrome 21 podpora pro iPhone 5, plus oprava Gmail pro iOS 6.
- Chrome 23 oprava problému s přehráváním zvuku v prohlížeči.
- Chrome 25 vylepšený přístup stránek v historii pomocí tlačítka zpět, nové funkce pro vyhledávání přímo v omniboxu a přehlednější zobrazovaní výsledků. Nově přidáno sdílení webových stránek prostřednictvím zpráv.
- Chrome 26 obsahuje aktualizace fullscreen pro iPhone a iPod Touch, podporu pro Google Cloud Print, Air Print.
- Chrome 27 vylepšené hlasové vyhledávání, rychlejší načítání stránek.
- Chrome 28 zlepšená kompatibilita s Google Apps, hlasové vyhledávání, full screen, spora přenosu dat a přehrávání videa na iOS 5.1.
- Chrome 29 obsahuje řadu nových funkcí např. zobrazení datové úspory v nastavení řízení šířky pásma, vylepšené hlasové vyhledávání a také textové vyhledávání s funkcí zpět.
- Chrome 30 nový vzhled a funkce pro iPhone. Zlepšení Fullscreen pro iPad (pouze iOS 7). Nové nastavení UI + oprava mnoha chyb. Změna minimálních požadavků na systém, iOS 6 a vyšší.
- Chrome 31 vylepšeno automatické vyplňování, přidán dlouhý stisk na obrázek pro vyhledávání souvisejících obrázků.
- Chrome 32 nově funkce automatického překladu známou z desktop Chrome, možnost nastavení snížení úspory dat až o 50 %, rychlejší a jednodušší vyhledávání.
- Chrome 34 obsahuje nové první spuštění aplikace, vylepšení automatického doplňování v omniboxu.
- Chrome 35 podpora v omniboxu pro arabštinu a hebrejštinu, nově v omniboxu podpora vyhledávání.
- Chrome 38 přidána funkce ke stažení a otevření souborů v Google Drive, vylepšení podpory pro iPhone 6 a 6+.
- Chrome 40 nový hutnější vzhled (Material Design), optimalizace iOS 8, podpora pro větší telefony iPhone 6 Plus.

## Chromium
Chromium je otevřený a svobodný projekt stojící za Google Chromem a je vydávaný pod svobodnou licencí BSD. Funkčně se takřka s Chromem shoduje, ale používá mírně odlišný design a logo. Též se liší v absenci vestavěného Flash playeru, automatických aktualizacích a RLZ knihovny.

### Neoficiální verze Chromia
- 15. září 2008 vydala společnost CodeWeavers neoficiální balík derivátů pro Wine a 21. vývojového sestavení Chromia pro systémy Linux a macOS, který nazvala CrossOver Chromium.
- SRWare Iron je vydání Chromia, které odstraňuje shromažďování a posílání některých informací Googlu ke zpracování. Dále také navíc nabízí filtrování reklam.
- ChromePlus jedná se o nástavbu Chromia, mimo vždy novější verze prohlížeče obsahuje navíc i IE tab, ovládání prohlížeče pomocí gest myši, Super drag, podporu download manažerů atd.

## Operační systém Chrome OS
První oficiální verze operačního systému Chrome OS byla představena dne 7. prosince 2012 v San Francisku; systém je založen na prohlížeči Chrome a značně redukovaném Linuxu, z většiny využívá Google on-line aplikace a cloudové služby. Je šířen pod licencí GPL verze 2 a běží jak na platformě x86, tak i ARM (obě 32- i 64-bit). Pro svou jednoduchost a minimální hardwarové nároky je určen pro netbooky a mobilní zařízení s přístupem na internet. Pro tyto malé notebooky se ujalo na trhu označení Chromebook a jsou vyráběny celou řadou výrobců od ASUSu, Aceru, Samsungu, DELLu, HP až po např. Lenovo.

## Verze Google Chrome (desktop)
- Google Chrome – 1.0 vydána (11. prosinec 2008)
- Google Chrome – 2.0 vydána (24. květen 2009)
- Google Chrome – 3.0 vydána (12. říjen 2009)
- Google Chrome – 4.0 vydána (25. leden 2010)
- Google Chrome – 5.0 vydána (21. květen 2010)
- Google Chrome – 6.0 vydána (2. září 2010)
- Google Chrome – 7.0 vydána (21. říjen 2010)
- Google Chrome – 8.0 vydána (2. prosinec 2010)
- Google Chrome – 9.0 vydána (3. únor 2011)
- Google Chrome – 10.0 vydána (8. březen 2011)
- Google Chrome – 11.0 vydána (27. duben 2011)
- Google Chrome – 12.0 vydána (7. červen 2011)
- Google Chrome – 13.0 vydána (2. srpen 2011)
- Google Chrome – 14.0 vydána (16. září 2011)
- Google Chrome – 15.0 vydána (25. říjen 2011)
- Google Chrome – 16.0 vydána (13. prosinec 2011)
- Google Chrome – 17.0 vydána (8. únor 2012)
- Google Chrome – 18.0 vydána (28. březen 2012)
- Google Chrome – 19.0 vydána (15. květen 2012)
- Google Chrome – 20.0 vydána (26. červen 2012)
- Google Chrome – 21.0 vydána (31. červenec 2012)
- Google Chrome – 22.0 vydána (25. září 2012)
- Google Chrome – 23.0 vydána (6. listopad 2012)
- Google Chrome – 24.0 vydána (10. leden 2013)
- Google Chrome – 25.0 vydána (21. únor 2013)
- Google Chrome –  26.0 vydána (26. březen 2013)
- Google Chrome – 27.0 vydána (21. květen 2013)
- Google Chrome – 28.0 vydána (9. červenec 2013)
- Google Chrome – 29.0 vydána (20. srpen 2013)
- Google Chrome – 30.0 vydána (1. říjen 2013)
- Google Chrome – 31.0 vydána (12. listopad 2013)
- Google Chrome – 32.0 vydána (14. leden 2014)
- Google Chrome – 33.0 vydána (20. únor 2014)
- Google Chrome – 34.0 vydána (8. duben 2014)
- Google Chrome – 35.0 vydána (20. květen 2014)
- Google Chrome – 36.0 vydána (16. červenec 2014)
- Google Chrome – 37.0 vydána (26. srpen 2014)
- Google Chrome – 38.0 vydána (7. říjen 2014)
- Google Chrome – 39.0 vydána (18. listopad 2014)
- Google Chrome – 40.0 vydána (21. leden 2015)
- Google Chrome – 41.0 dev a beta verze – 41.0.2272.35 Beta (28. leden 2015)
- Google Chrome – 42.0 dev a beta verze – 42.0.2288.8 Dev (29. leden 2015)
- Google Chrome – 43.0 vydána (20. květen 2015)

## Rychlost JavaScriptu
Jíž od prvních verzí vyniká prohlížeč velkou rychlostí interpretace javascriptového kódu, jedna z beta verzí se dokonce umístila na webu CNET jako první před Firefoxem a IE (v testu nebyla ještě započínaná Opera).
Pří testování JavaSriptu Chrome 27 s jádrem WebKit na webu TomsHardware skončil prohlížeč na třetím místě (nepočítá se Opera Next) za druhým Firefoxem a první Operou.
Nové jádro Blink dopadlo o poznání lépe, na blogu Midas proběhl test nejpoužívanějších prohlížečů a Chrome 31 skončil první, před druhou Operou a třetím Firefoxem.

## Systémové požadavky
Doporučené požadavky pro optimální chod Chromu jsou:
- Windows: XP Service Pack 2+, Windows Vista, Windows 7 a Windows 8; Intel Pentium 4 nebo novější; 350 MiB pevný disk; 512 MiB operační paměti
- macOS: 10.6 nebo novější; Intel (ne PowerPC); 350 MiB pevný disk; 512 MiB operační paměti
- Linux: Ubuntu 12.04 nebo novější, Debian 7 a novější, OpenSuse 12.2 a novější, Fedora 17; Intel Pentium 4 a novější; 350 MiB pevný disk; 512 MiB operační paměti.

- Podpora pro 32bitové Macy skončila v říjnu 2014, od verze Chrome 39 podporuje 64bitovou verzi macOS.
- Podpora systému Windows XP prodloužena do konce roku 2015.
- Od verze Chrome 35 již nelze spustit prohlížeč na počítačích s procesory Pentium III, K7 (Athlon, Duron, Sempron), Geode a ostatních bez instrukcí SSE2.

## Kritika
- Google Chrome je často přibalen součástí instalace jiných programů, méně zkušených uživatelům se dostane do PC bez jejich vědomí[zdroj?]
- bývá předinstalován na telefonech s operačním systémem Android od Googlu[32]
- ve srovnání s Firefoxem neobsahuje tolik doplňků[zdroj?]
- je náročný na operační paměť RAM, protože si načítá stránky dopředu a snaží se je mít aktuální. Každý panel je tudíž nový proces ve Správci úloh[33]
- první verze byly svižnější než ty současné[zdroj?]
- propagace prohlížeče zahrnuje různé kanály – venkovní, televizní reklamu a nebo propagaci ve službách od Googlu[34][zdroj?]
- spotřeba systémových prostředků a zejména RAM[35]
- vykreslovací jádro se stává součástí prohlížečů, které měly své jádro (Opera, Edge)[36]

### Vynucené přihlašování uživatele do prohlížeče
Ve verzi Chrome 69 bylo zavedeno vynucené jednotné přihlašování uživatele k prohlížeči a službám Googlu, které funguje tak, že když se uživatel přihlásí k nějaké službě Googlu, automaticky se toto přihlášení aplikuje i na samotný prohlížeč Google Chrome. Podle některých analytiků je takové chování potenciálním problémem pro soukromí uživatelů. Po vlně kritiky této funkce Google oznámil, že ve verzi Chrome 70 má být možnost automatického přihlašování do prohlížeče vypínatelná.

### Omezení mazání historie
V Google Chrome byla omezena možnost mazání cookies tak, že cookies od Googlu nebylo možné smazat. Možnost smazání všech cookies byla Googlem ohlášena pro verzi Chrome 70.

### Úvahy o změně v zobrazení URL
S verzí Chrome 69 se objevily úvahy o změně zobrazení URL, protože se tvar adresy zkomplikoval a podle Googlu uživatelé přestali mít jasno, která část URL k čemu slouží. V rámci experimentu byl zaveden systém, který zobrazuje pouze doménu a celou URL zobrazí až po kliknutí na adresní řádek, ovšem pro velmi nepříznivé přijetí byl tento experiment ukončen.